# 69號紐約州州道
69號紐約州州道（New York State Route 69，NY 69）是一條全長57.42英里（92.41）的公路，横跨美國紐約州中部。這條路綫的西端和104號紐約州州道在奧斯威戈郡交會，東端和5A號紐約州州道在奧奈達郡交會。